# 2004年義大利公開賽
2004年義大利公開賽於2004年5月3日至5月16日在義大利羅馬舉行，是第61屆賽事，也稱羅馬大師賽。

## 冠軍

### 男子單打
決賽： 卡洛斯·莫亞 擊敗  大衛·納爾班迪安（6–3、6–3、6–1）
- 這是莫亞今年第3個冠軍與生涯第17個冠軍。

### 女子單打
決賽： 阿梅莉·毛瑞斯莫 擊敗  帕蒂·施尼德（3–6、6–3、7–66）
- 這是毛瑞斯莫今年第2個冠軍與生涯第13個冠軍。

### 男子雙打
馬赫什·布帕蒂 /  馬克斯·米爾內 擊敗  韋恩·亞瑟斯 /  保羅·亨利（2–6、6–3、6–4）
- 這是布帕蒂今年第3個冠軍與生涯第34個冠軍。

### 女子雙打
娜迪亞·佩特洛娃 /  梅根·蕭內西 擊敗  比希尼婭·魯阿諾·帕斯誇爾 /  保拉·蘇亞雷斯（2–6、6–3、6–3）
- 這是佩特洛娃今年第4個冠軍與生涯第8個冠軍。

## 外部連結
- 官方網站